# Маркгрофовија Моравија
Маркгрофовија Моравија или Моравска (њем. Markgrafschaft Mähren; чеш. Markrabství moravské), или Моравијска или Моравска марка, је била маркска област у саставу Светог римског царства, Хабзбуршке монархије и Аустроугарске, која је постојала од 1182. до 1918. године. Била је de facto независна држава и дио Краљевине Бохемије. Сада је њена територија у саставу Чешке (Моравија).

## Историја
Послије побједе Арпадоваца над Великом Моравијом, настала је Моравска кнежевина која је 1182. припојена Светом римском царству по налогу цара Фридриха Барбаросе и постала гранична покрајина. 1469. Моравија је окупирана од стране угарског краља Матије Корвина који се ујединио са католичком црквом и борио се против бохемског, моравског и шлеског краља Ђорђа Подјебрада. Потписан је мир у Оломуцу 1479. године којим је Матија Корвин се одрекао титуле краља, али задржао власт у бохемским земљама. Године 1804. је територија бохемских земаља припала Аустријском царству, а 1867. Аустроугарској. Моравска маркгрофија је послије Првог свјетског рата 
припала Чехословачкој.

## Демографија
Највећи дио популације у Моравској маркгрофовији чинило је чешко становништво. У Моравској је према попису становништва из 1910. године живило око 2.662.000 становника. Становништво Моравске је чинило 19,83% од укупног становништва Аустроугарске

Подаци са пописа 1910.
| Језик   | Становништво | Проценат |
| ------- | ------------ | -------- |
| чешки   | 1.911.316    | 71,8%    |
| немачки | 734.712      | 27,6%    |
| остали  | 15.972       | 0,6%     |

## Владари
Владари Моравије су били владари Бохемије, јер је Бохемија управљала Моравијом.
 Списак хабзбуршких владара.
| Редни Број | Име владара                    |
| ---------- | ------------------------------ |
| 1.         | Карло IV                       |
| 2.         | Вацлав IV                      |
| 3.         | Жигмунд Луксембуршки           |
| 4.         | Јиржи Подјебрадски             |
| 5.         | Матија Корвин                  |
| 6.         | Владислав II Јагелонац (млађи) |
| 7.         | Лајош II Јагелонац             |
| 8.         | Фердинанд I Хабзбуршки         |
| 9.         | Максимилијан II                |
| 10.        | Рудолф II                      |
| 11.        | Фердинанд III Хабзбуршки       |
| 12.        | Леополд I Хабзбуршки           |
| 13.        | Карло VI                       |
| 14.        | Јозеф II Хабзбуршки            |
| 15.        | Франц II                       |
| 16.        | Фердинанд I од Аустрије        |
| 17.        | Франц Јозеф                    |

## Географија
Моравска маркгрофија је настала на територији историјске покрајине Моравије. Моравска маркгрофија се граничила са:
- Покрајине у Аустроугарској: Краљевином Бохемијом, Аустријском Шлеском, Доњом Аустријом и Краљевином Угарском
- Признате државе: Пруским краљевством (касније:Њемачким царством)

## Администрација

### Области Моравије до 1848.
У 14. вијеку је Карло IV, цар Светог римског царства подијелио Маркрофовију Моравску на неколико дијелова:
- Брно
- Јихлава
- Оломуц
- Преров
- Ухерско Храдиште
- Знојмо

### Области Моравије од 1848.
Послије револуције 1848, у Моравији је настало више области:
- Босковице
- Брно
- Дашчице
- Ходоњин
- Холешов
- Хранице
- Хустопече
- Јихлава
- Кромјержиж
- Кијов
- Литовел
- Микулов
- Мистек
- Моравска Требова
- Моравске Буђовице
- Моравски Бероун
- Моравски Крумлов
- Нове Мјесто у Моравској
- Нови Јичин
- Оломуц
- Острава
- Преров
- Простјејов
- Римаров
- Штернберк
- Шумперк
- Тишнов
- Требич
- Ухерско Храдиште
- Ухерски Брод
- Валашки Мезиричи
- Велики Мезиричи
- Всетин
- Вишков
- Забрех
- Знојмо